# Luynes
Luynes is een gemeente in het Franse departement Indre-et-Loire (regio Centre-Val de Loire). De plaats maakt deel uit van het arrondissement Tours. In Luynes is het Kasteel van Luynes. De gemeente telde 5.081 inwoners op 1 januari 2022.

## Geografie
De oppervlakte van Luynes bedroeg op 1 januari 2022 34,01 vierkante kilometer; de bevolkingsdichtheid was toen 149,4 inwoners per km².

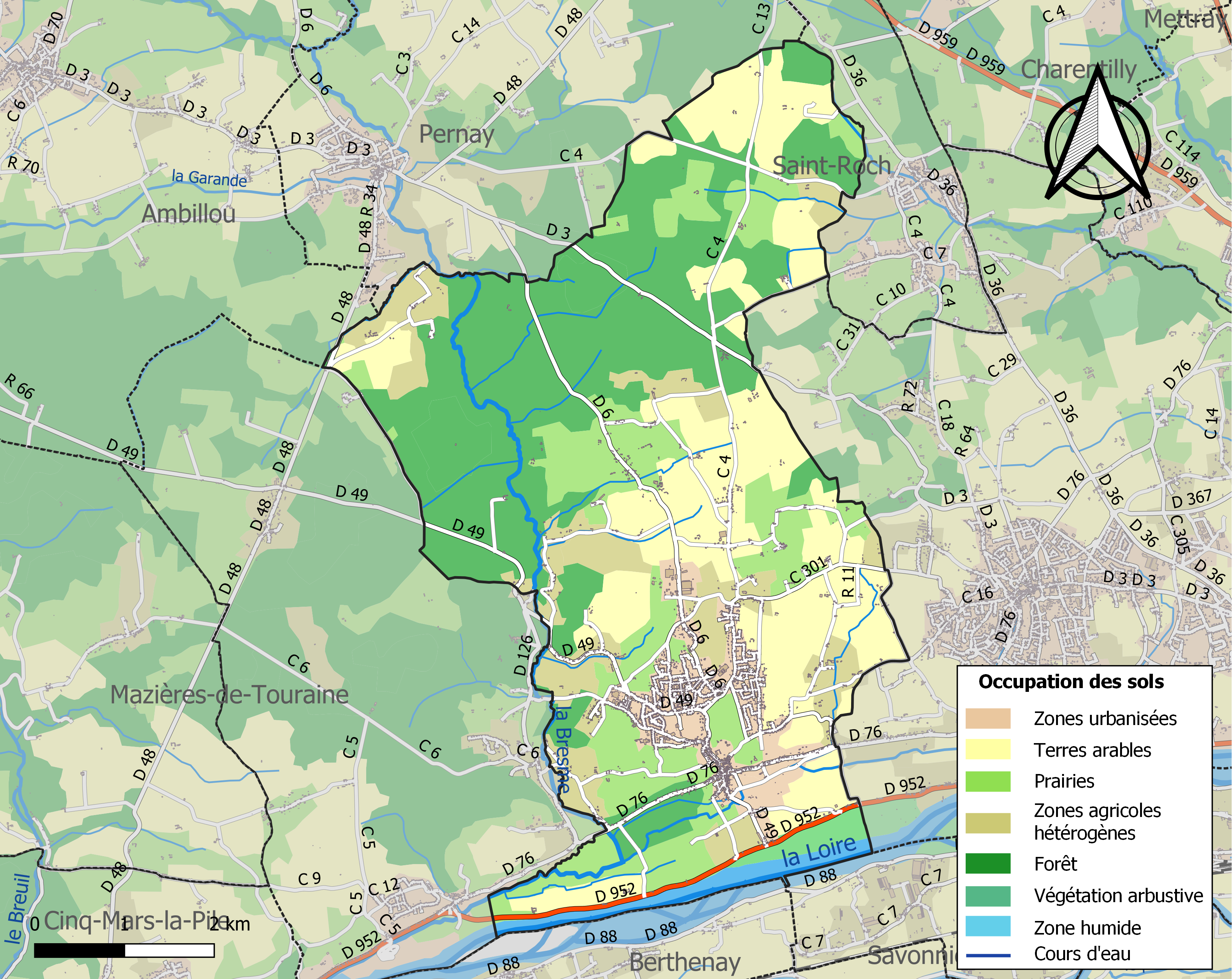
Kaart van de gemeente met de belangrijkste infrastructuur, bodemgebruik en omliggende gemeenten

## Demografie
Onderstaande figuur toont het verloop van het inwonertal (bron: INSEE-tellingen).